# Myrsine oliveri
Myrsine oliveri är en viveväxtart som beskrevs av Harry Howard Barton Allan. Myrsine oliveri ingår i släktet Myrsine och familjen viveväxter. Inga underarter finns listade i Catalogue of Life.